# David Hector
David Staffan (Stefanus) Hector, född 3 augusti 1862 i Gävle, död 23 november 1930, var en svensk skolman och kemist. 
Han var son till föreståndaren vid Gävle navigationsskola Carl Hector (1825–1880) och hade två äldre bröder, arméofficerarna Manfred Hector (1851–1917) och Ludvig Immanuel Hector (1858–1914).
Hector blev student vid Uppsala universitet 1880, filosofie kandidat 1885, filosofie licentiat 1890 och filosofie doktor 1892 på avhandlingen Undersökningar öfver svafvelurinämnens förhållande till oxidationsmedel. Han var lektor i kemi och kemisk teknologi vid Malmö tekniska elementarskola från 1896 och tillika stadskemist i Malmö från 1899. 
Hector utgav tidskriften Sveriges ungdom 1883–1888 och Tidskrift för uppfinningar och rön inom hantverk och industri 1906–1909 samt ett flertal naturvetenskapliga arbeten, översättningar med mera.
Han gifte sig 1897 med Eyvor Dorch (1876–1944). De fick en dotter och två söner, varav Nils Sture Hector (1900–1965) blev trollerikonstnär och underhållare som blev känd under pseudonymen Hector El Neco. Dottern Ragnhild var konstnär och gift med kemisten Hugo Olsson. De är alla begravda på Östra kyrkogården i Malmö.